# 1610
Năm 1610 (số La Mã: MDCX) là một năm thường bắt đầu vào thứ Sáu trong lịch Gregory (hoặc một năm thường bắt đầu vào thứ hai [1] của lịch Julius chậm hơn 10 ngày).

## Sự kiện
Ngày 7 Tháng 1                
G. Galilei khám phá ra hành tinh Calisto

## Sinh
- 13 tháng 1 - Anna Maria Maria Anna của Áo, Electress của Bayern (mất 1665)
- 1 tháng 3 - John Pell, toán học người Anh (mất 1685)
- 4 tháng 3 - William Dobson, tiếng Anh ve chân dung và họa sĩ (mất 1646)
- 1 tháng 4 - Charles de Saint-Évremond, người lính, nhà văn người Pháp (mất 1703)
- 22 tháng 4 - Đức Giáo hoàng Alexander VIII (mất 1691)
- 23 tháng 4 - Lettice Boyle, người Anh (mất 1657)
- 18 tháng 5 - Stefano della Bella, người Ý (mất 1664)
- 14 tháng 7 - Ferdinando II de 'Medici, Đại Công tước của Tuscany (mất 1670)
- 6 tháng 10 - Charles de Sainte, Maure, duc de Montausier, quân nhân Pháp (mất 1690)
- 19 tháng 10 - James Butler, 1 Công tước xứ Ormonde, người lính Anh (mất 1688)
- 9 tháng 12 - Baldassare Ferri, người Ý (mất 1680)
- 10 tháng 12 - Adriaen van Ostade, họa sĩ Hà Lan (mất 1685)
- 12 tháng 12 - Saint Vasilije (mất 1671)
- 15 tháng 12 - David Teniers Trẻ, nghệ sĩ Flemish (mất 1690)
- 18 tháng 12 - Charles du Fresne, sieur du Cange, nhà ngôn ngữ học (mất 1688)
- Ngày chưa biết'
  - Dirck Rembrantsz van Nierop, nhà thiên văn và bản đồ Hà Lan (mất 4 tháng 11 năm 1682)
  - Reinhold Curicke, luật gia và sử gia của Danzig (mất 1667)
  - Richard Deane, người lính, thủy thủ (mất 1653)
  - William Dobson, họa sĩ Anh (mất 1646)
  - Huang Zongxi, nhà lý luận chính trị Trung Quốc (mất 1695)
  - Jean de Labadie, người Pháp (mất 1674)
  - Li Yu, nhà văn người Trung Quốc (mất 1680)
  - Louis Maimbourg, sử học Dòng Tên Pháp (mất 1686)
  - François-Eudes de Mézeray, sử gia người Pháp (mất 1683)
  - Pierre Mignard, họa sĩ người Pháp (mất 1695)
  - Philip Sherman, người sáng lập Rhode Island (mất 1687)
  - Antonio de Solis y Ribadeneyra, nhà viết kịch Tây Ban Nha (mất 1686)
  - Ngao Bái, Mãn Châu đệ nhất dũng sĩ dưới thời vua Thuận Trị và Khang Khi